# 团岛站
团岛站，位于中华人民共和国山东省青岛市市南区介于明月峡路与贵州路之间的团岛二路地下，是青岛地铁1号线的地铁车站，于2021年12月30日启用。

## 车站结构
地铁1号线经过此站时为西南-东北方向，沿团岛二路伸展。
车站采用地下两层（局部三层）岛式站台方案，地下一层为站厅层，地下二层为站台层，主体结构采用三层两跨框架结构。设2个出入口、2组风亭、2个消防出入口。

## 车站周边
团岛站坐落于台西半岛内，向西距离黄海胶州湾最短直线距离800米，向南距离团岛湾最短直线距离430米，西南方向距离团岛的最短直线距离约为1.5千米。
作为市南规划的航运商务中心，交通方面，向北距离青岛轮渡客运站约1.2千米，向西距离胶州湾隧道出入口匝道约170和430米，东北距离胶州湾隧道主出入口约1.2千米。
台西老城区现虽然已经成为居民区，但历史上作为扼守胶州湾口的要塞，仍不乏军事设施或遗迹：车站向西约550米处为台西镇炮台旧址、约700米处为海军北海舰队某部驻地小型水上机场、西南1.7千米处为游内山灯塔和团岛炮台旧址。

## 换乘
团岛站除自身轨道交通性质外，还可实现与市内公交车、出租车和轮渡的近距离换乘：
- 分布于周边的公交车站，包括以下路线的停靠站点：21、25、202、215、217、220、301、304、305、311、312、316、321、325、412、隧道1~8路等。